# Hedkoppmossa
Hedkoppmossa (Entosthodon obtusus) är en bladmossart som beskrevs av Lindberg 1865. Hedkoppmossa ingår i släktet koppmossor, och familjen Funariaceae. Enligt den svenska rödlistan är arten sårbar i Sverige. Arten förekommer i Götaland och Svealand. Artens livsmiljö är våtmarker, jordbrukslandskap. Inga underarter finns listade i Catalogue of Life.